# Mario Camerini
Pour les articles homonymes, voir Camerini.
Mario Camerini, né le 6 février 1895 à Rome et mort le 4 février 1981 à Gardone Riviera, en Lombardie est un réalisateur Italien.

## Biographie
Mario Camerini est d'abord l'assistant d'Augusto Genina, son cousin. Il avait été officier de bersaglieri et a fait des études de droit.
Son premier film est un documentaire sur le cirque : Jolly, clown da circo (1923), puis il réalise l'un des derniers Maciste muets et une œuvre exaltant la présence italienne en Libye, Kiff Tebbi. Il s'affirme dans des comédies sentimentales, mais point dénuées d'humour et de distanciation. De ce point de vue, il est considéré par les historiens du cinéma, comme le meilleur représentant - avec Alessandro Blasetti - du cinéma italien de l'ère mussolinienne. Il révèle les dons de comédien de Vittorio De Sica dans Les Hommes, quels mufles !.
« Ses récits au ton feutré anticipent certains aspects du néo-réalisme et son antifascisme discret lui a permis, mis à part dans Il grande appello (1936), de résister à l'idéologie dominante. » « Il a été le confesseur des classes moyennes, scrutant avec un art toujours plus prudent le cœur des fidèles pour y trouver de moindres péchés ; il ne s'est jamais préoccupé de raconter leurs fureurs secrètes, de les placer face aux grands problèmes de l'existence », estime, pour sa part, Carlo Lizzani.

## Filmographie
- 1923 : Jolly (it) (Jolly, clown da circo)
- 1924 : La casa dei pulcini
- 1924 : Doublure de Prince (Saetta principe per un giorno)
- 1925 : Voglio tradire mio marito (it)
- 1926 : Maciste contro lo sceicco (it)
- 1928 : Kiff Tebbi (Le Souffle du désert)
- 1929 : Aiguillage (Rotaie)
- 1930 : La riva dei bruti (it)
- 1931 : Le Retour de Figaro (Figaro e la sua gran giornata)
- 1932 : Les Hommes, quels mufles ! (Gli uomini, che mascalzoni!)
- 1932 : La Dernière Aventure (L'ultima avventura)
- 1933 : Je vous aimerai toujours (T'amerò sempre)
- 1933 : Cento di questi giorni (it), coréalisé avec Augusto Camerini (it)
- 1933 : Giallo
- 1934 : Le Tricorne (Il cappello a tre punte)
- 1934 : Come le foglie
- 1935 : Je donnerai un million (Darò un milione)
- 1936 : Ce n'est pas une chose sérieuse (Ma non è una cosa seria)
- 1936 : Il grande appello (it)
- 1937 : Monsieur Max (Il signor Max)
- 1938 : Battements de cœur (Batticuore)
- 1938 : L'Homme qui ne peut pas dire non (it) (Der Mann, der nicht nein sagen kann), version allemande de Ce n'est pas une chose sérieuse
- 1939 : Les Grands Magasins (I grandi magazzini)
- 1939 : Il documento (it)
- 1940 : Centomila dollari
- 1940 : Une aventure romantique (Una romantica avventura)
- 1941 : Les Fiancés (it) (I promessi sposi)
- 1942 : L'Ombre du passé (Una storia d'amore)
- 1943 : Je vous aimerai toujours (T'amerò sempre), remake du film réalisé en 1933
- 1945 : Deux Lettres anonymes (Due lettere anonime)
- 1946 : L'angelo e il diavolo (it)
- 1947 : La Fille du capitaine (La figlia del capitano)
- 1948 : La Course aux illusions (Molti sogni per le strade)
- 1950 : Mara fille sauvage (Il brigante Musolino)
- 1951 : Due mogli sono troppe (it)
- 1952 : Une femme pour une nuit (Moglie per una notte)
- 1953 : Les Héros du dimanche (Gli eroi della domenica)
- 1954 : Ulysse (Ulisse)
- 1955 : Par-dessus les moulins (La bella mugnaia)
- 1956 : Sœur Letizia (Suor Letizia)
- 1957 : Vacances à Ischia (Vacanze a Ischia)
- 1959 : Premier Amour (Primo amore)
- 1960 : La Rue des amours faciles (Via Margutta)
- 1960 : Chacun son alibi (Crimen)
- 1962 : Les Guérilleros (I briganti italiani)
- 1963 : Kali Yug, déesse de la vengeance (Kali Yug, la dea della vendetta)
- 1963 : Le Mystère du temple hindou (Il mistero del tempio indiano)
- 1966 : Rapt à Damas (Delitto quasi perfetto)
- 1971 : Io non vedo, tu non parli, lui non sente (it)
- 1972 : Don Camillo et les Contestataires (Don Camillo e i giovanni d'oggi)